# Estrées (Norte)
 Estrées  es una población y comuna francesa, en la región de Norte-Paso de Calais, departamento de Norte, en el distrito de Douai y cantón de Arleux.

## Demografía
| 738 | 786 | 854 | 946 | 1027 | 1038 |
| Para los censos de 1962 a 1999 la población legal corresponde a la población sin duplicidades (Fuente: INSEE [Consultar]) |     |     |     |      |      |